# O Som e a Sílaba
O Som e a Sílaba é uma minissérie brasileira produzida pelo Disney+ em parceria com a Nonstop e Formata Produções e Conteúdo. Sob a direção geral de Cininha de Paula e Juliana Vonlanten, é baseada no musical homônimo de 2017. Criada e escrita por Miguel Falabella, estreou em 28 de agosto de 2024. Conta com atuações de Alessandra Maestrini e Mirna Rubim nos papéis principais. 

## Enredo
Sarah Leighton, uma jovem com diagnóstico de autismo, embarca em uma jornada de autoconhecimento, superação e descoberta afetiva. Dotada de habilidades específicas notáveis, especialmente na música lírica, Sarah vive com seu irmão John e sua esposa, Deborah. O cuidado amoroso de John, por vezes, se transforma em superproteção, causando ciúmes e desconforto em Deborah. Apesar disso, Sarah sonha em conquistar sua independência, ter sua própria vida, assumir responsabilidades, desenvolver uma carreira e encontrar um parceiro amoroso. Consciente de sua condição, ela está determinada a superar os desafios que se apresentam em seu caminho. A oportunidade surge quando John organiza uma entrevista para Sarah com Leonor Delis, uma renomada ex-cantora de ópera e professora de canto. A troca entre Leonor e Sarah revela-se transformadora para ambas. Juntas, elas exploram um mundo de possibilidades antes desconhecido, desafiando as expectativas e abrindo novos horizontes. Nesse processo, Sarah não só desenvolve suas habilidades musicais, mas também descobre sua força interior e capacidade de conquistar seus sonhos. 

## Elenco
- Alessandra Maestrini  como Sarah Leighton
- Mirna Rubim como Leonor Delis Procter
- Miá Mello como Deborah Ferreira Leighton
- Guilherme Magon como John Leighton
- Maria Padilha como Angelina
- Izak Dahora como Antônio Alves
- Amanda Souza como Deise Viana
- Giulia Nadruz como Jeannie Procter
- Hana Sofia Lopes como Mathilde Lopes
- Júlia Balducci como Laura Santos
- Yara de Novaes como Margot Camargo
- Maria Maya como Eva Camargo
- Artur Volpi como Louis Camargo
- Juliana Didone como Selma Leighton
- Anthony Nicholas como Edward Leighton
- Stella Miranda como Lady Thompson

## Recepção
O Som e a Sìlaba foi tema de uma série de recaps do canal O Mundo Autista, com as youtubers Sophia Mendonça e Selma Sueli Silva resenhando a obra e destacando pontos de identificação. A série foi indicada ao NY festivals TV & Film Awards Shortlist.